# Робинсон (Канзас)
Робинсон (енгл. Robinson) град је у америчкој савезној држави Канзас.

## Демографија
По попису из 2010. године број становника је 234, што је 18 (8,3%) становника више него 2000. године.
| Група             | 2000.       | 2010.       |
| Белци             | 203 (94,0%) | 217 (92,7%) |
| Афроамериканци    | 0 (0,0%)    | 0 (0,0%)    |
| Азијати           | 1 (0,5%)    | 0 (0,0%)    |
| Хиспаноамериканци | 4 (1,9%)    | 3 (1,3%)    |
| Укупно            | 216         | 234         |